# Bonac-Irazein
Bonac-Irazein ist eine französische Gemeinde mit 125 Einwohnern (Stand 1. Januar 2022) im Département Ariège in der Region Okzitanien. Sie gehört zum Kanton Couserans Ouest und zum Arrondissement Saint-Girons. 
Sie grenzt im Nordwesten an Aucazein (Berührungspunkt), im Norden an Illartein, Argein, Salsein (Berührungspunkt) und Balacet, im Osten an Bordes-Uchentein, im Süden an Spanien sowie im Westen an Sentein und Antras.

## Bevölkerungsentwicklung
| Jahr      | 1962 | 1968 | 1975 | 1982 | 1990 | 1999 | 2008 | 2015 |
| --------- | ---- | ---- | ---- | ---- | ---- | ---- | ---- | ---- |
| Einwohner | 169  | 128  | 87   | 84   | 61   | 98   | 138  | 121  |